# Nichole M. Danzl
Nichole M. Danzl, en amerikansk amatörastronom.
Minor Planet Center listar henne som N. Danzl och som upptäckare av 6 asteroider mellan 1996 och 1998.
Asteroiden 10720 Danzl är uppkallad efter henne.

## Asteroider upptäckta av Nichole M. Danzl
| (24835) 1995 SM55                                                  | 19 september 1996 |
| (26181) 1996 GQ21                                                  | 12 april 1996     |
| (26308) 1998 SM165                                                 | 16 september 1998 |
| (33128) 1998 BU48                                                  | 22 januari 1998   |
| (33340) 1998 VG44 [A] [B]                                          | 14 november 1998  |
| 52975 Cyllarus                                                     | 12 oktober 1998   |
| Upptäckt tillsammans med: A Jeffrey A. Larsen B Arianna E. Gleason |                   |